# Oligosita rubida
Oligosita rubida är en stekelart som beskrevs av Lin 1994. Oligosita rubida ingår i släktet Oligosita och familjen hårstrimsteklar. Inga underarter finns listade i Catalogue of Life.